# Cagan-Daban
I monti Cagan-Daban (in russo Цага́н-Даба́н?; in buriato: Сагаан дабаан шэлэ) sono una catena montuosa della Dauria, nella Siberia Orientale meridionale; fanno parte degli altopiani della Selenga. Si trovano all'interno della Buriazia e in piccola parte nel Territorio della Transbajkalia, in Russia. 
La lunghezza della catena è di 130 km. L'altezza massima è di 1431 m. È delimitata a ovest dal basso corso del fiume Čikoj, a nord-ovest dalla Selenga, a sud, per tutta la sua lunghezza, confina con la valle del fiume Tugnuj (affluente della Suchara). Il crinale è composto da graniti, rocce metamorfiche e basalti. Il rilievo è dominato da zone di media montagna con pendii più ripidi nelle valli fluviali. Sui pendii crescono boschi di pini e larici.